# Zakarczmie
Zakarczmie – kolonia w Polsce położona w województwie świętokrzyskim, w powiecie jędrzejowskim, w gminie Słupia.
W latach 1975–1998 miejscowość administracyjnie należała do województwa kieleckiego.

## Położenie
Od wschody graniczy z Rożnicą, przy drodze lokalnej Rożnica - Słupia